# Julio César Bayón
Julio César Bayón (nacido en San Fernando del Valle de Catamarca el 18 de noviembre de 1978) es un futbolista argentino. Se desempeña como mediocampista y su primer club fue Rosario Central.

## Carrera
Debutó en primera división el 12 de marzo de 1995, haciéndolo como titular en un encuentro ante Gimnasia y Esgrima de Jujuy. El técnico canalla era Pedro Marchetta. A mediados de año fue convocado al seleccionado sub-20 y participó del Mundial juvenil de Catar, consagrándose campeón.
En su retorno a Central tuvo pocas oportunidades, por lo que terminó dejando el club, pasando a jugar en torneos regionales en el club Salta Central. En un partido fue agredido por un rival con una patada en la cabeza, lo que le ocasionó fisura craneal y puso en duda la posibilidad de seguir jugando al fútbol. Finalmente logra recuperarse después de un año y vuelve a jugar en Central Norte de Salta. Luego de un paso por O'Higgins de Chile, retorna a Argentina, donde juega en Deportivo Armenio y El Porvenir, para regresar a su provincia natal, donde se desempeñó en clubes como Obreros de San Isidro, Sportivo Villa Dolores, San Martín de El Bañado y Defensores del Norte. En 2015 fichó por Club Atlético Américo Tesorieri de La Rioja, mientras que en 2016 retornó a San Martín de El Bañado, con el que se coronó campeón del Torneo Apertura de la Liga Chacarera de Fútbol, mientras que también obtuvo el subcampeonato del Torneo Integración Cien años de la Liga Catamarqueña, que reunió a todos los equipos de la provincia, quedando el título en manos de San Lorenzo de Alem.

## Clubes
| Club                               | País      | Año       |
| ---------------------------------- | --------- | --------- |
| Rosario Central                    | Argentina | 1995-1996 |
| Salta Central                      | Argentina | 1996      |
| Central Norte (Salta)              | Argentina | 1998      |
| O'Higgins                          | Chile     | 1999      |
| Deportivo Armenio                  | Argentina | 2000-2001 |
| El Porvenir                        | Argentina | 2002      |
| Obreros (San Isidro)               | Argentina | 2003      |
| Sportivo Villa Dolores (Catamarca) | Argentina | 2004      |
| San Martín (El Bañado)             | Argentina | 2005      |
| Defensores del Norte (Catamarca)   | Argentina | 2006-2011 |
| Américo Tesorieri (La Rioja)       | Argentina | 2015      |
| San Martín (El Bañado)             | Argentina | 2016      |

## Selección nacional
Disputó la Copa Mundial de Fútbol Juvenil de 1995, con sede en Catar. Allí jugó cuatro encuentros: como titular en el debut ante Holanda, e ingresando desde el banco ante Honduras en primera fase, contra Camerún en cuartos de final y ante España en semifinales. El torneo concluyó con el título para Argentina.

### Participaciones en Mundiales Juveniles
| Copa                | Sede  | Resultado | PJ | Goles |
| ------------------- | ----- | --------- | -- | ----- |
| Mundial sub-20 1995 | Catar | Campeón   | 4  | 0     |

#### Detalle de partidos
| Instancia        | Fecha | Estadio                    | Rival    | Resultado |
| ---------------- | ----- | -------------------------- | -------- | --------- |
| Primera fase     | 13-04 | Suhaim bin Hamad, Doha     | Holanda  | 1-0       |
| Primera fase     | 20-04 | Al-Ahli, Doha              | Honduras | 4-2       |
| Cuartos de final | 23-04 | Al-Ahli, Doha              | Camerún  | 2-0       |
| Semifinal        | 25-04 | Internacional Jalifa, Doha | España   | 3-0       |

## Palmarés

### Títulos internacionales
| Selección        | Título                         | Año  |
| ---------------- | ------------------------------ | ---- |
| Argentina sub-20 | Copa Mundial de Fútbol Juvenil | 1995 |

### Títulos regionales
| Equipo                  | Liga      | País      | Título   | Año  |
| ----------------------- | --------- | --------- | -------- | ---- |
| San Martín de El Bañado | Chacarera | Argentina | Apertura | 2016 |